# Ерйон Богдані
Ерйон Богдані (алб. Erjon Bogdani, нар. 14 квітня 1977, Тирана) — колишній албанський футболіст, що грав на позиції нападника. По завершенні ігрової кар'єри — футбольний тренер. Наразі входить до тренерського штабу збірної Албанії. Футболіст року в Албанії (2005) та найкращий бомбардир в історії албанської збірної (18 голів).
Виступав за албанський «Партизані», турецький «Генчлербірлігі», хорватський «Загреб» та низку італійських клубів, а також національну збірну Албанії.

## Клубна кар'єра
Народився 14 квітня 1977 року в місті Тирана. Вихованець футбольної школи клубу «Партизані». Дорослу футбольну кар'єру розпочав 1993 року в основній команді того ж клубу, в якій провів п'ять сезонів, взявши участь у 69 матчах чемпіонату і 1997 року став володарем Кубка Албанії.
Протягом першої половини 1998 року грав за турецький «Генчлербірлігі», після чого перейшов у хорватський «Загреб», де провів ще півтора року.
Своєю грою за останню команду привернув увагу представників тренерського штабу італійської «Реджини» з Серії А, до складу якої приєднався на початку 2000 року. Відіграв за команду з Реджо-Калабрія наступні три з половиною сезони своєї ігрової кар'єри, проте основним гравцем атакувальної ланки команди був лише у сезоні 2001/02, коли команда виступала у Серії Б. Протягом того сезону албанський легіонер зіграв у 31 матчі і забив 7 голів, допомігши команді повернутись в еліту, але там знову втратив місце основного гравця. Через це сезон 2003/04 півзахисник провів в оренді в клубі «Салернітана», а наступний сезон — у «Вероні» (обидва в Серії Б).
В серпні 2005 року Богдані став гравцем «Сієни», де провів півтора сезону, після чого на початку 2007 року перейшов у «К'єво». У веронській команді Ерйон до кінця сезону зіграв у 19 матчах і забив 5 голів, але не врятував команду від вильоту. Тому на наступний сезон 2007/08, поки його команда успішно боролася за повернення в еліту, Богдані виступав на правах оренди за «Ліворно», після чого повернувся до «К'єво», з яким провів ще два сезони в Серії А. 
В липні 2011 року на правах вільного агента перейшов у «Чезену», де провів наступні півтора року.
Завершив професійну ігрову кар'єру у «Сієні», у складі якої вже виступав раніше. Вдруге Богдані прийшов до команди на початку 2012 року і захищав її кольори до припинення виступів на професійному рівні влітку 2013 року, не врятувавши команду від вильоту в Серію Б.

## Виступи за збірні
Протягом 1996—1997 років залучався до складу молодіжної збірної Албанії. На молодіжному рівні зіграв у 8 офіційних матчах, забив 2 голи.
24 квітня 1996 року дебютував в офіційних матчах у складі національної збірної Албанії в товариській грі проти збірної Боснії та Герцеговини (0:0), вийшовши на заміну на 86 хвилині замість Невіля Деде. 
6 вересня 2011 року у матчі відбору до Євро-2012 проти збірної Люксембургу Богдані забив 15 гол у формі збірної, перевищивши попередній рекорд Албана Буши (14 голів) і ставши найкращим бомбардиром збірної Албанії в історії.
Всього протягом кар'єри у національній команді, яка тривала 18 років, провів у формі головної команди країни 74 матчі, забивши 18 голів.

## Кар'єра тренера
29 серпня 2015 року Богдані був названий як помічник головного тренера національної збірної Албанії Джанні Де Б'язі, разом з яким вони змогли вивести албанців на Євро-2016, що стало першим виходом збірної на великий форум.
| Дата       | Місто             | Господарі            | Результат | Гості                | Турнір            | Голи | Примітки |
| ---------- | ----------------- | -------------------- | --------- | -------------------- | ----------------- | ---- | -------- |
| 24-04-1996 | Зениця            | Боснія і Герцеговина | 0 – 0     | Албанія              | товариський матч  | -    | 86'      |
| 19-08-1998 | Нікосія           | Кіпр                 | 3 – 2     | Албанія              | товариський матч  | -    | 75'      |
| 10-02-1999 | Тирана            | Албанія              | 2 – 0     | Північна Македонія   | товариський матч  | 1    | 80'      |
| 05-06-1999 | Тирана            | Албанія              | 1 – 2     | Норвегія             | Відбір до ЧЄ 2000 | -    | 81'      |
| 09-06-1999 | Тирана            | Албанія              | 0 – 1     | Словенія             | Відбір до ЧЄ 2000 | -    | 73'      |
| 18-08-1999 | Любляна           | Словенія             | 2 – 0     | Албанія              | Відбір до ЧЄ 2000 | -    | 60'      |
| 04-09-1999 | Тирана            | Албанія              | 3 – 3     | Латвія               | Відбір до ЧЄ 2000 | -    | 73'      |
| 06-10-1999 | Афіни             | Греція               | 2 – 0     | Албанія              | Відбір до ЧЄ 2000 | -    | 84'      |
| 09-10-1999 | Тирана            | Албанія              | 2 – 0     | Грузія               | Відбір до ЧЄ 2000 | -    | 90'      |
| 15-08-2000 | Тирана            | Албанія              | 0 – 0     | Кіпр                 | товариський матч  | -    | 46'      |
| 11-10-2000 | Тирана            | Албанія              | 2 – 0     | Греція               | Відбір до ЧС 2002 | -    | 85'      |
| 15-11-2000 | Тирана            | Албанія              | 3 – 0     | Мальта               | товариський матч  | 2    |          |
| 02-06-2001 | Іракліон          | Греція               | 1 – 0     | Албанія              | Відбір до ЧС 2002 | -    | 70'      |
| 01-09-2001 | Тирана            | Албанія              | 0 – 2     | Фінляндія            | Відбір до ЧС 2002 | -    | 64'      |
| 05-09-2001 | Ньюкасл-апон-Тайн | Англія               | 2 – 0     | Албанія              | Відбір до ЧС 2002 | -    | 56'      |
| 13-02-2002 | Люксембург        | Люксембург           | 0 – 0     | Албанія              | товариський матч  | -    |          |
| 27-03-2002 | Тирана            | Албанія              | 1 – 0     | Азербайджан          | товариський матч  | -    | 70'      |
| 30-04-2003 | Софія             | Болгарія             | 2 – 0     | Албанія              | товариський матч  | -    | 46'      |
| 09-02-2005 | Тирана            | Албанія              | 0 – 2     | Україна              | Відбір до ЧС 2006 | -    | 65'      |
| 26-03-2005 | Стамбул           | Туреччина            | 2 – 0     | Албанія              | Відбір до ЧС 2006 | -    |          |
| 30-03-2005 | Пірей             | Греція               | 2 – 0     | Албанія              | Відбір до ЧС 2006 | -    | 65'      |
| 04-06-2005 | Тирана            | Албанія              | 3 – 2     | Грузія               | Відбір до ЧС 2006 | -    | 66'      |
| 08-06-2005 | Копенгаген        | Данія                | 3 – 1     | Албанія              | Відбір до ЧС 2006 | 1    |          |
| 17-08-2005 | Тирана            | Албанія              | 2 – 1     | Азербайджан          | товариський матч  | -    | 46'      |
| 03-09-2005 | Тирана            | Албанія              | 2 – 1     | Казахстан            | Відбір до ЧС 2006 | 1    | 85'      |
| 08-10-2005 | Дніпропетровськ   | Україна              | 2 – 2     | Албанія              | Відбір до ЧС 2006 | 2    |          |
| 12-10-2005 | Тирана            | Албанія              | 0 – 1     | Туреччина            | Відбір до ЧС 2006 | -    |          |
| 01-03-2006 | Тирана            | Албанія              | 1 – 2     | Литва                | товариський матч  | -    | 46'      |
| 22-03-2006 | Тирана            | Албанія              | 0 – 0     | Грузія               | товариський матч  | -    | 85'      |
| 16-08-2006 | Серравалле        | Сан-Марино           | 0 – 3     | Албанія              | товариський матч  | -    |          |
| 02-09-2006 | Мінськ            | Білорусь             | 2 – 2     | Албанія              | Відбір до ЧЄ 2008 | -    |          |
| 06-09-2006 | Тирана            | Албанія              | 0 – 2     | Румунія              | Відбір до ЧЄ 2008 | -    | 40' 63'  |
| 11-10-2006 | Амстердам         | Нідерланди           | 2 – 1     | Албанія              | Відбір до ЧЄ 2008 | -    | 79'      |
| 07-02-2007 | Шкодер            | Албанія              | 0 – 1     | Північна Македонія   | товариський матч  | -    | 46'      |
| 24-03-2007 | Шкодер            | Албанія              | 0 – 0     | Словенія             | Відбір до ЧЄ 2008 | -    | 89'      |
| 28-03-2007 | Софія             | Болгарія             | 0 – 0     | Албанія              | Відбір до ЧЄ 2008 | -    |          |
| 06-06-2007 | Люксембург        | Люксембург           | 0 – 3     | Албанія              | Відбір до ЧЄ 2008 | -    |          |
| 22-08-2007 | Тирана            | Албанія              | 3 – 0     | Мальта               | товариський матч  | -    | 21'      |
| 12-09-2007 | Тирана            | Албанія              | 0 – 1     | Нідерланди           | Відбір до ЧЄ 2008 | -    | 83'      |
| 13-10-2007 | Цельє             | Словенія             | 0 – 0     | Албанія              | Відбір до ЧЄ 2008 | -    |          |
| 17-10-2007 | Тирана            | Албанія              | 1 – 1     | Болгарія             | Відбір до ЧЄ 2008 | -    |          |
| 17-11-2007 | Тирана            | Албанія              | 2 – 4     | Білорусь             | Відбір до ЧЄ 2008 | 1    |          |
| 21-11-2007 | Бухарест          | Румунія              | 6 – 1     | Албанія              | Відбір до ЧЄ 2008 | -    | 83'      |
| 27-05-2008 | Ройтлінген        | Польща               | 1 – 0     | Албанія              | товариський матч  | -    | 45'      |
| 10-09-2008 | Тирана            | Албанія              | 3 – 0     | Мальта               | Відбір до ЧС 2010 | 1    | 73'      |
| 11-10-2008 | Будапешт          | Угорщина             | 2 – 0     | Албанія              | Відбір до ЧС 2010 | -    |          |
| 15-10-2008 | Брага             | Португалія           | 0 – 0     | Албанія              | Відбір до ЧС 2010 | -    | 45'      |
| 11-02-2009 | Та-Калі           | Мальта               | 0 – 0     | Албанія              | Відбір до ЧС 2010 | -    | 79'      |
| 06-06-2009 | Тирана            | Албанія              | 1 – 2     | Португалія           | Відбір до ЧС 2010 | 1    | 64'      |
| 12-08-2009 | Тирана            | Албанія              | 6 – 1     | Кіпр                 | товариський матч  | 1    | 67'      |
| 09-09-2009 | Тирана            | Албанія              | 1 – 1     | Данія                | Відбір до ЧС 2010 | 1    | 75'      |
| 14-10-2009 | Стокгольм         | Швеція               | 4 – 1     | Албанія              | Відбір до ЧС 2010 | -    | 87'      |
| 03-03-2010 | Тирана            | Албанія              | 1 – 0     | Північна Ірландія    | товариський матч  | -    | 45'      |
| 25-05-2010 | Подгориця         | Чорногорія           | 0 – 1     | Албанія              | товариський матч  | -    | 63'      |
| 11-08-2010 | Тирана            | Албанія              | 1 – 0     | Узбекистан           | товариський матч  | -    | 55'      |
| 03-09-2010 | П'ятра-Нямц       | Румунія              | 1 – 1     | Албанія              | Відбір до ЧЄ 2012 | -    | 57'      |
| 07-09-2010 | Тирана            | Албанія              | 1 – 0     | Люксембург           | Відбір до ЧЄ 2012 | -    | 85'      |
| 08-10-2010 | Тирана            | Албанія              | 1 – 1     | Боснія і Герцеговина | Відбір до ЧЄ 2012 | -    | 9' 45'   |
| 09-02-2011 | Тирана            | Албанія              | 1 – 2     | Словенія             | товариський матч  | -    | 64'      |
| 26-03-2011 | Тирана            | Албанія              | 1 – 0     | Білорусь             | Відбір до ЧЄ 2012 | -    | 75'      |
| 07-06-2011 | Зениця            | Боснія і Герцеговина | 2 – 0     | Албанія              | Відбір до ЧЄ 2012 | -    | 45'      |
| 10-08-2011 | Шкодер            | Албанія              | 3 – 2     | Чорногорія           | товариський матч  | 1    | 60'      |
| 02-09-2011 | Тирана            | Албанія              | 1 – 2     | Франція              | Відбір до ЧЄ 2012 | 1    |          |
| 06-09-2011 | Люксембург        | Люксембург           | 2 – 1     | Албанія              | Відбір до ЧЄ 2012 | 1    | 85', 85' |
| 11-10-2011 | Тирана            | Албанія              | 1 – 1     | Румунія              | Відбір до ЧЄ 2012 | -    | 45'      |
| 11-11-2011 | Тирана            | Албанія              | 0 – 1     | Азербайджан          | товариський матч  | -    | 45'      |
| 22-05-2012 | Катар             | Катар                | 1 – 2     | Албанія              | товариський матч  | 1    | 61'      |
| 15-08-2012 | Тирана            | Албанія              | 0 – 0     | Молдова              | товариський матч  | -    | 46'      |
| 07-09-2012 | Тирана            | Албанія              | 3 – 1     | Кіпр                 | Відбір до ЧС 2014 | 1    | 72' 87'  |
| 11-09-2012 | Люцерн            | Швейцарія            | 2 – 0     | Албанія              | Відбір до ЧС 2014 | -    | 55'      |
| 12-10-2012 | Тирана            | Албанія              | 1 – 2     | Ісландія             | Відбір до ЧС 2014 | -    | 85'      |
| 06-02-2013 | Тирана            | Албанія              | 1 – 2     | Грузія               | товариський матч  | 1    | 66'      |
| 22-03-2013 | Осло              | Норвегія             | 0 – 1     | Албанія              | Відбір до ЧС 2014 | -    | 74'      |
| 26-03-2013 | Тирана            | Албанія              | 4 – 1     | Литва                | товариський матч  | -    | 70'      |
| Усього     |                   | Матчів (5 місце)     | 74        |                      | Голів (1 місце)   | 18   |          |

## Титули і досягнення

### Командні
- Володар Кубка Албанії (1):

«Партизані»: 1996–97

### Особисті
- Футболіст року в Албанії: 2005